# Saint-Jans-Cappel
Saint-Jans-Cappel là một xã ở tỉnh Nord ở miền bắc nước Pháp. Xã này có diện tích 7,96 km², dân số năm 1999 là 1516 người. Khu vực này có độ cao trung bình 30 mét trên mực nước biển.